# Tremall

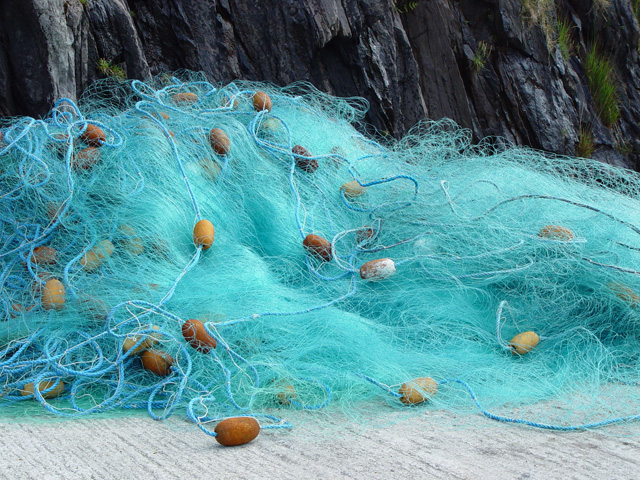
Tremall

Tremall (tresmall, armallada, armellada, saltada, trasmall, trema) és un ormeig de pesca format per tres xarxes superposades, una de petita al mig i dues altres de malla més ampla, unides per les vores, que es cala en ziga-zaga (Termcat).
És un instrument típicament de fons. Les peces exteriors són d'uns 60 m i la central d'uns 100 m i l'alçada d'uns 2 m, 4 la central, encara que poden muntar-se tremalls de major altura, fins a uns 8 m. La malla central, més espessa, té una llum d'uns 20 a 30 mm, sent de 15 a 20 cm en els laterals. Antigament es teixien els tremalls amb cotó, tot i que actualment són de niló, igual que les ralingues. Es munten 60-70 flotadors per peça i ploms de 6 a 7 kg per peça.
La pesca amb tremall es basa en el fet que els peixos no perceben la xarxa; per això quan hi ensopeguen empenyen el drap atapeït formant bosses de les quals ja no poden sortir. Amb el tremall es pesquen diverses espècies de fons com els espàrids (pagells, daurada, sards, molls i llobarros. També els llagostins se solen pescar amb aquest ormeig, encara que en aquest cas de dia i sense entintar (cotó), o de fibra sintètica de tons clars. Depenent de l'espècie que es pretén capturar el tremall presenta lleugeres variacions que a vegades donen lloc a noms particulars. Tant a Espanya com entre altres grans pesqueres internacionals és l'art de major ús entre les arts costaneres artesanals.